# Arrest Curaçaose snelheidswedstrijd
Het arrest Curaçaose snelheidswedstrijd, ECLI:NL:HR:1966:AC4684, is een arrest van de Hoge Raad der Nederlanden inzake een verkeersongeluk op Curaçao.
Twee jongens hadden met de auto's van hun ouders op de openbare weg op Curaçao een snelheidswedstrijd gehouden. Hierbij was sprake van elkaar inhalen en werd de maximumsnelheid overschreden. Na zo'n inhaalmanoeuvre verloor de bestuurder in een scherpe bocht naar links de macht over het stuur zodat de auto tegen de rotsen is gebotst. Als gevolg hiervan overleed een mede-inzittende terwijl een andere mede-inzittende zwaargewond raakte. De bestuurder van de andere auto werd vervolgd als medeplichtige van dood door schuld en van zwaar lichamelijk letsel door schuld. In deze kwestie was de Hoge Raad van oordeel dat niet was voldaan aan het vereiste van causaliteit: dat immers de gedraging van de ene bestuurder en de daaruit voortvloeiende gevolgen niet een zodanig rechtstreeks en voorzienbaar gevolg waren van de gedragingen van de andere bestuurder dat dien gedraging van de ene bestuurder alsmede de gevolgen daarvan mede aan de grove schuld van de ander te wijten zou zijn. Zodoende werd in dit geval de causa proxima-theorie gevolgd.